# Arzu
Arturo García Muñoz (Dos Hermanas, Sevilla, 17 de marzo de 1981) conocido en los medios deportivos como Arzu, es un exfutbolista y entrenador de fútbol español que jugaba como medio centro defensivo. Realizó casi toda su carrera con en el conjunto del Real Betis Balompié, primero como jugador y posteriormente como entrenador. Actualmente está libre tras abandonar la disciplina del Betis Deportivo en 2025.

## Trayectoria

### Como jugador
Arzu pasó por las categorías inferiores béticas y sólo salió de la disciplina verdiblanca, en 2001, cuando marchó cedido al Córdoba CF donde cuajó una gran temporada, ganándose así la vuelta al equipo verdiblanco. Una vez finalizada su cesión y en el Betis de nuevo, jugó esa primera temporada en el primer equipo en segunda división, donde fue autor de dos goles, uno de ellos, significó el empate frente al Atlético de Madrid, que en esos momentos se encontraba escalando puestos en la clasificación.
Su debut en la Primera División Española data del año 2002 frente al Deportivo de la Coruña marcando uno de los 4 goles que logró su equipo. En 2005 ganó con el Real Betis Balompié la Copa del rey frente al CA Osasuna, temporada en la que se consigue una plaza para la Liga de Campeones de la UEFA, por primera vez en la historia de cualquier equipo andaluz. Durante la temporada 2005-06 tuvo un buen papel en la Champions League, de hecho marcó el primer gol de la historia del Betis en esta competición frente al Liverpool FC, se trató de un mano a mano que supo ejecutar en el Estadio Benito Villamarín con Pepe Reina en el arco. 
Durante las siguientes campañas, el polivalente jugador de Dos Hermanas, formó parte del mediocampo titular del equipo verdiblanco, temporadas en las que compaginó su tarea de pivote defensivo con la de defensa central, y en las que vivió un descenso a segunda división y, ya en la última temporada, el retorno a la primera categoría del fútbol español.
El 24 de agosto de 2011, el presidente verdiblanco Miguel Guillén confirmó la rescisión del contrato de Arzu. Ese mismo verano, Arzu fichó por el Club Gimnàstic de Tarragona.
Tras una temporada en el equipo tarraconense, en julio de 2012, Arzu marchó a Tailandia, para fichar por el BEC Tero Sasana F.C. de la Liga Premier de Tailandia, donde colgaría las botas en 2014.

### Como entrenador
Tras retirarse como jugador, Arzu pasó varios años trabajando como técnico de cantera del club verdiblanco. En la temporada 2021-22, trabajó como segundo entrenador de Manuel Ruano y Pablo del Pino en el Betis Deportivo, que militó en Primera RFEF en esos periodos.
En junio de 2022, fue nombrado nuevo entrenador del juvenil "A" de División de Honor del Real Betis Balompié, al que dirigió durante casi dos temporadas. A partir del 27 de marzo de 2024, tras la marcha de Alberto González al Albacete Balompié, se hizo cargo del Betis Deportivo, equipo de la Segunda Federación, con el que logró el ascenso a la Primera Federación.

## Clubes

### Como jugador
| Club                   | País      | Año       | PJ (Goles) |
| ---------------------- | --------- | --------- | ---------- |
| Real Betis B           | España    | 1999-2001 | 33 (4)     |
| Córdoba CF (cedido)    | España    | 2001-2002 | 22 (1)     |
| Real Betis             | España    | 2002-2011 | 270 (12)   |
| Gimnàstic de Tarragona | España    | 2011-2012 | 29 (0)     |
| BEC Tero Sasana F.C.   | Tailandia | 2012-2014 | 16 (2)     |

### Como entrenador
| Club                              | País   | Año       |
| --------------------------------- | ------ | --------- |
| Betis Deportivo (2.º entrenador)  | España | 2021-2022 |
| Real Betis Balompié (Juvenil "A") | España | 2022-2024 |
| Betis Deportivo                   | España | 2024-2025 |

## Palmarés

### Como jugador

#### Campeonatos nacionales
| Título       | Club       | País   | Año  |
| ------------ | ---------- | ------ | ---- |
| Copa del Rey | Real Betis | España | 2005 |